# Јеретик (филм)
Јеретик (енгл. Heretic) амерички је филм с елементима хорора и трилера из 2024. у режији и по сценарију Скота Бека и Брајана Вудса. Главне улоге тумаче Хју Грант, Софи Тачер и Клои Ист.
Премијера је приказана 8. септембра 2024. на Међународном филмском фестивалу у Торонту, док је 8. новембра пуштен у биоскопе у Сједињеним Америчким Државама, односно 28. новембра у Србији.

## Радња
Загонетни господин Рид, чије шармантне речи скривају мрачну намеру, суочава се с младим мисионаркама које оспоравају начела његовог света.

## Улоге
| Глумац      | Улога            |
| ----------- | ---------------- |
| Хју Грант   | господин Рид     |
| Софи Тачер  | сестра Барнс     |
| Клои Ист    | сестра Пакстон   |
| Тофер Грејс | старешина Кенеди |